# Recurs contenciós administratiu
El recurs contenciós administratiu és un autèntic procediment jurisdiccional, que s'exerceix davant els jutjats i els tribunals d'aquest ordre judicial, en relació amb l'actuació de les administracions públiques subjecta al dret administratiu, amb les disposicions generals de rang inferior a la llei i amb els decrets legislatius quan excedeixin els límits de la delegació.
La jurisdicció contenciosa administrativa, i més concretament, el recurs contenciós administratiu, constitueix una potestat jurisdiccional i un mecanisme de fiscalització o control de la legalitat de l'actuació de l'administració pública pels òrgans judicials. Concretament, l'article 9.4 de la llei 6/1985 d'1 de juliol del Poder Judicial (LOPJ) estableix que els tribunals i jutjats de l'ordre contenciós administratiu coneixeran les pretensions en relació amb:
- L'actuació de les administracions públiques.
- Les disposicions generals de rang inferior a la llei i amb els reials decrets legislatius quan excedeixin els límits de la delegació.
- La inactivitat de l'administració i les seves actuacions materials que constitueixin via de fet.
- La responsabilitat patrimonial de les administracions públiques i del personal al seu servei.

## Regulació
La normativa bàsica de la jurisdicció i del recurs contenciós administratiu és la mateixa Constitució Espanyola; la Llei Orgànica 6/1985, d'1 de juliol, del Poder Judicial; i la Llei 29/1998, de 13 juliol, reguladora del contenciós administratiu. De totes maneres, la recent aprovació de la Llei 13/2009, de 3 de novembre, de reforma de la legislació processal per a la implantació de la nova oficina judicial ha introduït una sèrie de modificacions que entren en vigor, tal com especifica la disposició final tercera de la mateixa llei, el 4 de maig de 2010.

## Òrgans de la jurisdicció contenciosa administrativa
- De menor a major grau:

- - Jutjats contenciosos administratius
  - Jutjats centrals contenciosos administratius
  - Tribunals Superiors de Justícia de les Comunitats Autònomes d'Espanya (en el cas de Catalunya, el Tribunal Superior de Justícia de Catalunya)
  - Audiència Nacional
  - Sala tercera del Tribunal Suprem

El criteri de distribució és el següent, els jutjats i les sales dels Tribunals superiors de justícia autonòmics jutgen l'activitat dels ens locals i les Comunitats Autonòmiques, mentre que els Jutjats Centrals, l'Audiència Nacional i el Tribunal Suprem s'encarreguen d'aquells recursos que fan referència als actes administratius de l'activitat de l'administració general de l'estat. Igualment, el Tribunal suprem, també s'encarrega del Consell General del Poder Judicial i dels actes de gestió dels òrgans constitucionals. El Suprem també rep els recursos de cassació contra les resolucions dels Tribunals Superiors de Justícia Autonòmics.

### Jutjats contenciosos administratius
En un principi, cada província amb jurisdicció al seu territori, i amb seu a la seva capital obrirà un o més jutjats del contenciós administratiu, tot i que si la demanda ho fa necessari es podran establir en altres ciutats de la província. Les competències d'aquests jutjats es poden agrupar en 4 grans blocs:
- Recursos contra les entitats locals:
  - Coneixeran en única o primera instància segons el que indiqui la llei els recursos provinents dels ens locals, a excepció de qualsevol impugnació sobre plantejaments urbanístics.
- Recursos contra actes de les comunitats autònomes: 
  - Coneixeran en única o 1a instància tots els recursos contra actes realitzats per l'administració autonòmica, a excepció dels respectius al Consell de govern quan tinguin per objecte:
    - Qüestions de personal, llevat els temes relatius al funcionariat.
    - Les sancions administratives no superiors a 60.000 € o la privació de drets inferior a 6 mesos.
    - Les reclamacions per responsabilitat patrimonial la quantia de la qual no excedeixi de 30.050 €.
- Recursos contra administracions perifèriques
  - Coneixeran en única o 1a instància els recursos contra òrgans de l'administració de l'estat o autonòmics perifèrics que no tingui competència a nivell nacional, i enfront de les resolucions d'òrgans superiors d'aquests quan confirmin íntegrament els dictats per aquells via recurs, fiscalització o tutela.
  - Queden excloses actes de quantia superior a 60.000 € o sobre competències de domini públic, obres públiques de l'estat, expropiació forçosa i propietats especials.
- Altres recursos i competències
  - Estrangeria dictada per l'administració perifèrica de l'estat
  - Impugnacions contra les juntes electorals de zona i de proclamació de candidatures i candidats efectuada per una junta electoral.
  - Competents en entrades a domicili i altres llocs d'accés als quals cal el consentiment del seu titular, sempre que això s'escaigui per a l'execució forçosa d'actes administratius.
  - Ratificació de mesures sanitàries urgents que impliquin privació i/o restricció d'algún dret fonamental.

### Jutjats centrals contenciosos administratius
Segons la LOPJ, amb seu a Madrid i amb jurisdicció a tot l'estat hi haurà jutjats que coneixeran en 1a o única instància, el que preveu l'article 9 de la LJCA
- En 1a o única instància en les matèries de personal dictades per ministres i secretaris d'estat, llevat que confirmin en via de recurs, tutela o fiscalització, actes dictats per òrgans inferiors o siguin relatius al funcionariat.
- En 1a o única instància multes superiors a 60.000 €
- En 1a o única instància recursos contra organismes amb personalitat jurídica pròpia i entitats pertanyents al sector públic estatal amb competència a tot el territori espanyol.
- En 1a instància les resolucions d'asil polític.
- En 1a o única instància les resolucions del Comitè Espanyol de Disciplina Esportiva.

### Tribunals Superiors de Justícia de les Comunitats Autònomes d'Espanya
Les atribucions d'aquesta sala són les marcades per la LJCA
- En única instància
  - Actes contra ens locals no atribuïts als jutjats del contencios administratiu.
  - Disposicions generals provinents d'ens locals i comunitats autònomes
  - Actes i disposicions dels governs autonòmics i dels anàlogs del Defensor del poble i del Tribunal de comptes (A Catalunya el Síndic de Greuges i la Sindicatura de Comptes).
  - Actes de naturalesa economicoadmnistrativa, amb relació a tributs cedits.
  - Actes i resolucions de l'administració general de l'estat amb competència nacional, però amb rang inferior al de secretari d'estat en matèries de personal, propietats especials i expropiació forçosa.

- En via de recurs
  - Apel·lacions: En 2a instància les apel·lacions promogudes contra sentèncis dictades pels jutjats del contenciós administratiu
  - Revisió: Coneixen el recurs de revisió contra sentències fermes dels jutjats abans citats
  - Cassació: Coneixen el recurs de cassació per la unificació de la doctrina i de cassació en inetrés de la llei.

- Qüestions de competència entre jutjats de la seva comunitat

### Audiència Nacional
Segons la LOPJ, amb seu a Madrid i amb jurisdicció a tot l'estat l'Audiència Nacional que coneixera segons el que preveu l'article 11 de la LJCA
- En única instància
  - Recursos contra convenis entre administracions públiques
  - Recursos contra disposicions generals o actes de ministres o secretaris d'estat que tinguin relació en matèria de personal funcionari.
  - Recursos contra actes de ministres i secretaris d'estat quan retifiquin en via de recurs o en procediment de fiscalització o tutela els dictats d'òrgans amb competència nacional.
  - Actes dictats per la Comissió de Vigilància d'Activitats de Finaçament del Terrorisme.
  - Actes de naturalesa economicoadmnistrativa, llevat dels tributs cedits a les Comunitats Autònomes

- En via de recurs
  - Apel·lacions: En 2a instància les apel·lacions promogudes contra sentèncis dictades pels jutjats centrals del contenciós administratiu
  - Revisió: Coneixen el recurs de revisió contra sentències fermes dels jutjats centrals abans citats

- Qüestions de competència entre els jutjats centrals

### Tribunal Suprem
Segons la LOPJ, amb seu a Madrid i amb jurisdicció a tot l'estat l'Audiència Nacional que coneixera segons el que preveu l'article 12 de la LJCA:
- En Única instància''
  - Els actes i les disposicions del Consell de Ministres i de les comissions delegades del Govern.
  - Els actes i les disposicions del Consell General del Poder Judicial.
  - Els actes i les disposicions en matèria de personal, administració i gestió patrimonial adoptats pels òrgans competents del Congrés dels Diputats, del Senat, del Tribunal Constitucional, del Tribunal de Comptes i del defensor del poble.

- En Recursos de cassació i revisió
  - Recursos de cassació de qualsevol modalitat
  - Recursos de revisió contra el Tribunal de comptes
  - Recursos de revisió contra sentències fermes dictades qualsevol dels jutjats anteriors.

## Les parts
Habitualment, el recurs contencios administratiu té l'interessat com a part demandant i l'administració pública que assumeix el rol processal de demandada. Menys comuns són els supòsits on l'administració impugna un propi acte (declaració de lesivitat) o el d'una altra administració. No és possible que una administració amb personalitat jurídica pròpia impugni un acte de l'administració amb personalitat jurídica única que l'ha creat. De la mateixa manera un interessat també pot prendre part com:
- codemandat: Que és el particular a favor del qual derivan drets del mateix acte. Té potestat d'interposar recurs d'apel·lació i revisió contra la sentència en 1a instància.
- coadjuvant: Qualsevol persona que tingui interés directe en el manteniment de l'acte o disposició que motivi el recurs.

## Legitimació

### Legitimació activa
La legitimació activa (qui pot ser demandant) recau sobre qualsevol persona física o jurídica que tingui un dret o un interès envers l'objecte debatut, incloses les entitats habilitades per la defensa de drets i interessos col·lectius, les administracions públiques territorials, el Ministeri fiscal o qualsevol ciutadà en exercici de l'acció popular.

### Legitimació passiva
Poden tenir legitimació passiva (poden ser demandats)
- Les administracions públiques
- Les persones o entitats els drets o interessos legítims dels quals puguin quedar afectats per l'estimació de les pretensions del demandant.
- Les companyies d'assegurances de les administracions públiques, que sempre són part codemandada junt amb l'Administració a qui assegurin.[5]

Quan es tracti d'organismes o corporacions públiques subjectes a fiscalització d'una Administració territorial, s'entén per Administració demandada:
- L'organisme o la corporació autors de l'acte o la disposició fiscalitzats, si el resultat de la fiscalització és aprovatori.
- La que exerceixi la fiscalització, si mitjançant aquesta no s'aprova íntegrament l'acte o la disposició.

Si el demandant fonamenta les seves pretensions en la il·legalitat d'una disposició general, també se'n considera part demandada l'Administració autora d'aquesta disposició, encara que no procedeixi d'ella l'actuació recorreguda.

## Postulació
La regulació de la intervenció de persones diferents als demandant o demandat venen marcades per la figura del procurador dels tribunals (qui representa la part en el procés) i de l'advocat (qui la defensa i l'assisteix tècnicament):
- Davant d'òrgans unipersonals: La figura del procurador és potestativa i la de l'advocat obligatòria.
- Davant un òrgan col·legiat: Tant l'advocat com el procurador són obligatoris, a excepció de membres del funcionariat que poden comparèixer per si mateixos excepte en temes relacionats amb la separació d'empleats públics inamovibles.

## Actes impugnables
Segons l'article 109 de la Llei 30/1992 de 26 de novembre de règim jurídic de les administracions públiques i del procediment administratiu comú esgoten la via administrativa:
- Les resolucions de recursos d'alçada.
- Les resolucions dels procediments d'impugnació establerts com a substitutoris del recurs d'alçada (conciliació, mediació, etc.).
- Les resolucions d'òrgans administratius que manquin d'òrgan superior jeràrquic.
- Les resolucions dels altres òrgans quan una disposició legal o reglamentària així ho estableixi.
- Els acords, pactes, convenis o contractes que tinguin la consideració de finalitzadors del procediment.

Segons l'article 85 de llei 13/1989:
- Les resolucions del govern i les del President de la Generalitat de Catalunya.
- Les de consellers llevat que una llei atorgui recurs de súplica davant el govern o el president.
- Les de secretaris generals i directors generals en matèria de personal.
- Qualsevol òrgan que quan així ho estableixi una disposició legal o quan tracti recursos d'alçada.

Segons l'article 52.2 de la llei 7/1985 de la Llei municipal i de règim local de Catalunya:
- Les resolucions del ple, l'alcalde o el president i la junta de govern.
- Les resolucions d'autoritats i òrgans inferiors quan resolguin per delegació de competències.
- Les resolucions de qualsevol òrgan quan així ho estableixi una disposició legal.

De la mateixa manera són impugnables en aquesta jurisdicció, les disposicions generals amb rang inferior a llei..
Quan un jutge dicta una sentència ferma estimatòria per considerar il·legal el contingut d'una disposició general aplicada, haurà de plantejar una qüestió d'il·legalitat. La inactivitat de l'administració és impugnable transcorregut el termini de tres mesos des que se li ha requerit el compliment, en el cas d'actes ferms els afectats poden sol·licitar-ne l'execució i acudir al jurisdicció contenciosa administrativa si no es produeix en el termini d'un mes.

## Procediment

### Ordinari
El procediment ordinari s'utilitza per a aquells casos en què la demanda supera els 13.000 € i no hi ha una demanda relacionada amb qüestions d'estrangeria o asil polític, o de dopatge esportiu.

#### Diligències preliminars
La LJCA en els seus articles 43 i 44 marca quines poden ser les diligències prèvies:
- declaració de lesivitat
- requeriment previ potestiu

#### Interposició del recurs
El procés comença generalment amb la interposició d'un escrit d'interposició. En qualsevol cas, aquest escrit que sol·licita a l'òrgan jurisdiccional que es tingui per interposat el recurs, s'ha de presentar en el termini de dos mesos comptadors des del següent al de la notificació o publicació de l'acte, resolució o disposició que s'impugna, i de sis mesos en el cas d'acte presumpte. En aquest darrer cas, el termini de sis mesos comença a comptar l'endemà del venciment dels terminis previstos per intimar l'activitat deguda (tres mesos o un mes segons el cas).
En el mateix cas, el termini serà de 10 dies en els casos que siguin per via de fet, on el demandant hagi fet un requeriment previ a l'administració, i de 20 dies si el recurs sobre la via de fet no té un requeriment previ de cessament previ.
Una vegada presentat l'escrit, es segueixen els passos següents:
- Publicació en el butlletí oficial corresponent.[8]
- L'òrgan jurisdiciconal reclamarà l'expedient en un termini improrrogable de 20 dies hàbils.
- Citació dels interessats en el termini de nou dies.
- El jutjat estimarà l'admissió a tràmit del recurs.

#### Tramitació
El termini per formular una demanda és de 20 dies, i deu per esmenar-la. Una vegada presentada es lliurarà l'expedient administratiu a la part demandada, la qual ja es donarà per citada i existeix l'obligació de citar a tots els interessats en 9 dies hàbils al jutjat, perquè formulin la contestació a la demanda en el termini de 20 vint dies, durant els cinc primers dels quals es pot fer un recurs la declaració del jutge vers la seva competència a més d'al·legar qüestions processals. Tant la formulació com la contestació de la demanda han de contenir fets, fonaments de dret i pretensions d'ambdues parts. Hi ha la possibilitat que es facin proves, vista o es demanin conclusions, tot i que l'actor (demandant) té la potestat de demanar que se sentenciï sense practicar-les.
Les proves poden ser proposades per les parts i admeses per l'òrgan jurisdiccional o acordades d'ofici pel mateix jutjat o tribunal. El termini per proposar-les és de 15 dies, i el de la pràctica de les escaients és de 30 dies. Aquesta part, no s'obre si hi ha disconformitat en els fets adduïts per les parts i el seu aclariment.
Llevat que la llei 29/1998, de 13 de juliol de jurisdicció contenciosa administrativa digui el contrari, les parts poden haver sol·licitat en els seus escrits de demanda la celebració d'una vista (audiència) o la demanda de presentació de conclusions escrites per acabar de delimitar les seves pretensions. Si les parts no ho han sol·licitat també pot ser acordada d'ofici pel mateix òrgan jurisdiccional.

### Abreujat
El procediment abreujat s'utilitza per a aquells casos en què la demanda és inferior als 30.000 € o hi ha una demanda relacionada amb qüestions d'estrangeria o asil polític, o de dopatge esportiu.
La particularitat del procediment abreujat és que es fa directament a través de la demanda, de la manera que en la mateixa vista, que en aquest cas sempre és obligatòria, es dona resposta a la demanda, es proposen les proves, es fa la fase de conclusions i fins i tot es pot dictar sentència. En aquests casos l'administració sols està obligada a portar l'expedient 15 dies abans de la celebració de la vista.

## Sentència

### Acabament del Procediment
Hi ha 4 formes d'acabar un recurs contenciós administratiu:
- Sentència
- Desistiment del demandant
- Aplanament del demandat (Es dona raó a la part demandada)
- Reconeixement total de la via administrativa

#### Acabament per sentència
La sentència es pronuncia sobre dos possibles decisions, amb relació a l'article 68 de la llei 29/1998:
- Inadmissibilitat del recurs: Només té efectes entre les parts.
  - Quan s'ha interposat davant un tribunal que manqui de jurisdicció. (El Tribunal Constitucional no admet inadmissibilitat, ja que ha de trametre les actuacions a l'òrgan competent).
  - Quan hagi estat interposat per una persona incapaç, indegudament representada o no legitimada.
  - Quan tingui per objecte actes no susceptibles d'impugnació.
  - Quan recaigui sobre una cosa jutjada o existeixi litispendència.
  - Quan s'hagi presentat l'escrit inicial del recurs fora del termini establert.

- Efectes de la Sentència: Té efectes sobre la totalitat d'interessats.
  - Si s'estima el recurs anul·larà totalment o parcialment l'acte, o disposarà que cessi o es modifiqui l'actuació impugnada. L'òrgan jurisdiccional no podrà determinar de quina forma queda escrita la disposició general.
  - Suposarà el reconeixement i restabliment d'una situació jurídica individualitzada
  - Suposarà el rescabalament de danys

#### Altres formes d'acabament
- Desistiment: Abandó pel demandant de tota acció processal
- Aplanament: El demandat accepta la pretensió del demandant. en el cas de la Generalitat de Catalunya, només tenen autorització per fer-ho el president o el conseller afectat.
- L'administració reconeix totalment en via administrativa les pretensions del demandat estimant un altre recurs administratiu presentat.
- Acord entre les parts que posa fi al litigi.